# Жидовске
Жидо́вске (пол.  Żydowskie, русин. Жидівське) — село в Польше, находящееся на территории гмины Кремпна Ясленского повета Подкарпатского воеводства.

## География
Село находится в 7 км от административного центра гмины села Кремпна, 32 км от города Ясло и 74 км от Жешува. Село находится на территории Магурского национального парка.

## История
До акции «Висла» (1947 г.) в селе проживали лемки.
В 1975—1998 года село входило в Кросненское воеводство.

## Туризм
Через село проходит пеший туристический маршрут «Гора Камень (714 метров) — Кремпна — Гора Высоке (657 метров) — Жидовске — Оженна».

## Достопримечательности
- Старое лемковское кладбище;
- Научные станции Краковского строительного института и Магурского национального парка.

## Источник
- Żydowskie (пол.) в Географическом словаре Царства Польского и других стран славянских, том XIV (Worowo — Żyżyn) от 1895 года
- Żydowskie (пол.) в Географическом словаре Царства Польского и других стран славянских, том XV, ч. 2 (Januszpol — Wola Justowska) от 1902 года